# Blake Riley
Blake Riley (* 28. Januar 1986 in Dallas, Texas) ist ein US-amerikanischer Pornodarsteller.

## Leben
Riley begann nach seiner Schulzeit in der US-amerikanischen Pornoindustrie tätig zu werden. Entdeckt wurde er von Chi Chi LaRue und Randy Blue. Riley drehte in den 2000er Jahren mehrere Pornofilme. 2008 gewann Riley jeweils den Grabby Award und den GayVN Award.

## Filmografie (Auswahl)
- 2007: Restless Youth
- 2007: Knob Bobbin
- 2007: Chosen
- 2007: Bottom of the 9th: Little Big League 3
- 2007: Link 5: The Evolution
- 2008: Excess
- 2008: Sharp: Killer Good Looks
- 2008: Unknown
- 2008: He Fucked My Father
- 2008: Shifting Gears: A Bisexual Transmission
- 2009: Blake Riley's Movin' In

## Preise und Auszeichnungen (Auswahl)
- 2008: Grabby Award
- 2008: GayVN Award